# Powiat Annaberg
Powiat Annaberg (niem. Landkreis Annaberg) – były powiat w rejencji Chemnitz, w niemieckim kraju związkowym Saksonia.
Wraz z powiatami Stollberg, Aue-Schwarzenberg i Mittlerer Erzgebirgskreis utworzył 1 sierpnia 2008 Erzgebirgskreis.
Stolicą powiatu był Annaberg-Buchholz.
Miasta
1. Annaberg-Buchholz (23 143)
2. Ehrenfriedersdorf (5320)
3. Elterlein (3261)
4. Geyer (4124)
5. Jöhstadt (3300)
6. Oberwiesenthal (2769)
7. Scheibenberg (2378)
8. Schlettau (2727)
9. Thum (5830)

Gminy
1. Bärenstein (2745)
2. Crottendorf (4675)
3. Gelenau/Erzgeb (4804)
4. Königswalde (2407)
5. Mildenau (3783)
6. Sehmatal (7385)
7. Tannenberg (1269)
8. Thermalbad Wiesenbad (3786)

Wspólnoty administracyjne
1. Wspólnota administracyjna Bärenstein; gmina Bärenstein i Königswalde
2. Wspólnota administracyjna Geyer; miasta Elterlein, Geyer i gmina Tannenberg
3. Wspólnota administracyjna Scheibenberg-Schlettau; gmina Scheibenberg (siedziba) i Schlettau